# Chu Sinh Hiền

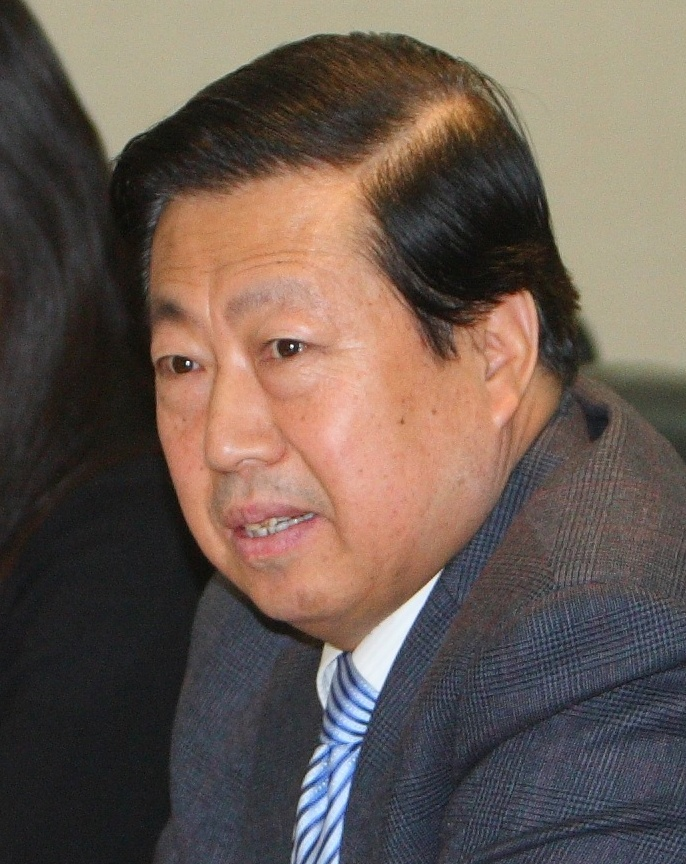
Chu Sinh Hiền năm 2009

Chu Sinh Hiền (tiếng Trung: 周生贤; sinh tháng 12 năm 1949) là chính khách nước Cộng hòa Nhân dân Trung Hoa, từng giữ chức vụ Bộ trưởng Bộ Bảo vệ Môi trường.

## Tiểu sử
Chu Sinh Hiền sinh tại Ngô Trung, khu tự trị dân tộc Hồi Ninh Hạ. Năm 1972, ông gia nhập Đảng Cộng sản Trung Quốc và là nhà kinh tế cao cấp. Ông bắt đầu sự nghiệp với tư cách là giáo viên Trung học Vi Châu, huyện Đồng Tâm, Ninh Hạ. Ông kinh qua các chức vụ Phó Huyện trưởng huyện Đồng Tâm, Bí thư Huyện ủy Đồng Tâm, Bí thư Huyện ủy Tây Cát ở Ninh Hạ, Tổng Thư ký Chính phủ nhân dân Khu tự trị dân tộc Hồi Ninh Hạ. Tháng 5 năm 1993, ông được bổ nhiệm làm Phó Chủ tịch Chính phủ nhân dân Khu tự trị dân tộc Hồi Ninh Hạ. Tháng 4 năm 1998, ông nhậm chức Ủy viên Ban Thường vụ Khu ủy Khu tự trị dân tộc Hồi Ninh Hạ, Phó Chủ tịch Thường trực Chính phủ nhân dân Khu tự trị dân tộc Hồi Ninh Hạ.
Tháng 2 năm 1999, ông được bổ nhiệm làm Phó Cục trưởng Cục Lâm nghiệp Quốc gia. Tháng 11 năm 2000, ông được bổ nhiệm giữ chức Cục trưởng Cục Lâm nghiệp Quốc gia. Tháng 12 năm 2005, Chu Sinh Hiền được bổ nhiệm làm Tổng cục trưởng Tổng cục Bảo vệ Môi trường Quốc gia.
Tháng 3 năm 2008, ông nhậm chức Bộ trưởng Bộ Bảo vệ Môi trường, sau khi Bộ được cải tổ từ Tổng cục Bảo vệ Môi trường Quốc gia. Bộ được trao nhiều quyền hạn hơn Tổng cục. Ông rời chức vụ Bộ trưởng Bộ Bảo vệ Môi trường vào năm 2015 do đạt tới tuổi nghỉ hưu bắt buộc là 65 tuổi đối với các quan chức cấp bộ trưởng. Ngày 27 tháng 2 năm 2015, ông được bổ nhiệm làm Phó Chủ nhiệm Ủy ban Dân số, Tài nguyên và Môi trường của Ủy ban Toàn quốc Hội nghị Hiệp thương Chính trị Nhân dân Trung Quốc khóa XII nhiệm kỳ 2013-2018.
Chu Sinh Hiền là Ủy viên dự khuyết Ban Chấp hành Trung ương khóa XVI và Ủy viên chính thức Ban Chấp hành Trung ương khóa XVII và khóa XVIII.